# 梅松
梅松（法語：Messon，法語發音：[mɛsɔ̃]）是法国奥布省的一个市镇，位于该省中部，属于特鲁瓦区和特鲁瓦香槟都会城市圈公共社区，其市镇面积为11.49平方公里，2022年1月1日时人口数量为470人。
梅松是特鲁瓦香槟都会城市圈公共社区的组成部分，位于特鲁瓦市区西侧11公里。

## 行政
梅松的邮政编码为10190，INSEE市镇编码为10240。

## 地理

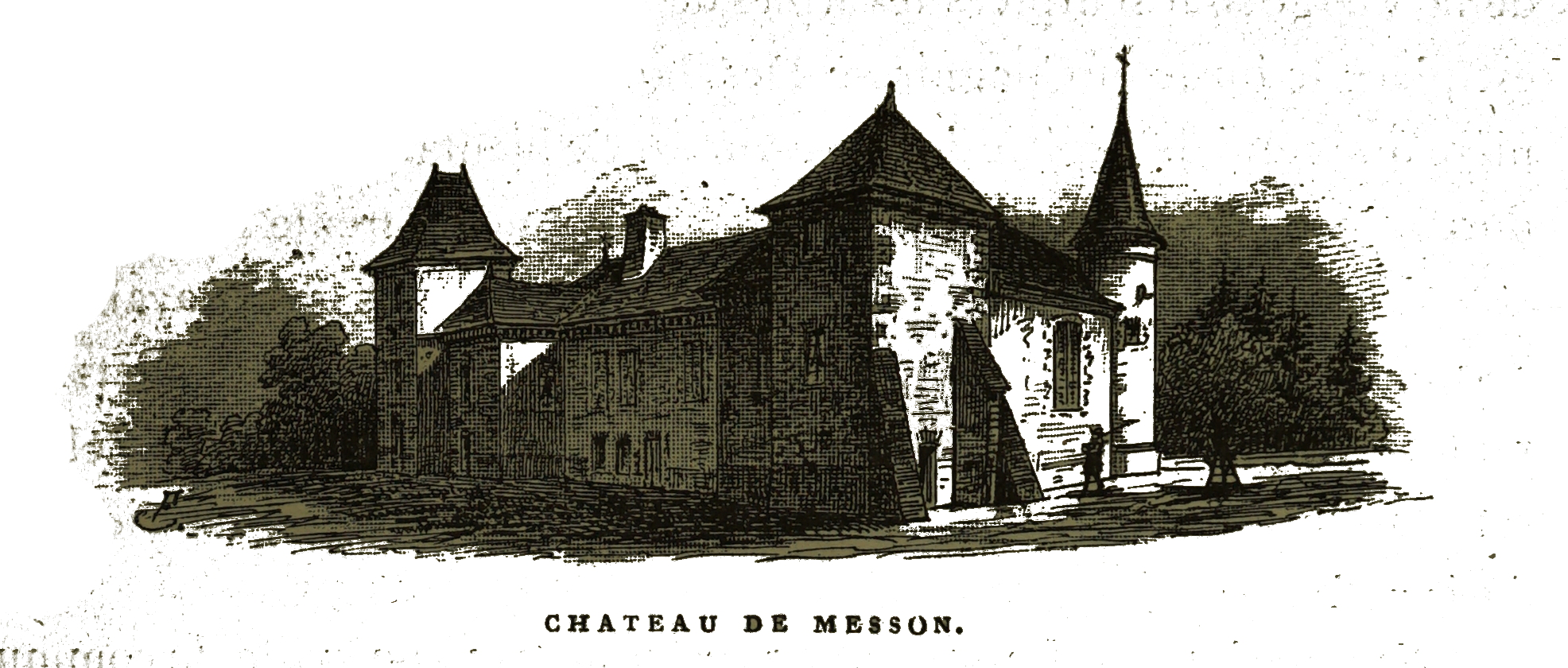
梅松城堡

梅松（48°15'54"N, 3°54'24"E）位于法国中北部偏东，大东部大区西南部和奥布省中部。
与梅松接壤的市镇包括：奥特地区比塞、丰瓦讷、马塞、蒙格、普吕尼、托尔维利耶。
梅松属于塞纳河流域，境内地势平坦。
按照柯本气候分类法，梅松属于温带海洋性气候，全年温差较小，降水分布均匀。

## 历史
梅松历史上长期为普通村落，法国大革命后成为市镇。

## 交通
法国国家A5号高速公路经过境内但未设出入口，此外奥布省省道D83线和D660线在梅松境内交汇。
特鲁瓦公交1路、2路、5路、6路和35路途径并停靠梅松境内。

## 政治
现任梅松市长为让-克里斯托夫·库尔图瓦先生（Jean-Christophe Courtois）。

## 人口
| 年份   | 1936 | 1946 | 1954 | 1962 | 1968 | 1975 | 1982 | 1990 | 1999 | 2006 | 2011 | 2016 | 2017 |
| ------ | ---- | ---- | ---- | ---- | ---- | ---- | ---- | ---- | ---- | ---- | ---- | ---- | ---- |
| 人口數 | 227  | 232  | 213  | 200  | 188  | 205  | 258  | 302  | 297  | 402  | 459  | 469  | 466  |

## 建筑
梅松圣但尼教堂是法国国家文物保护单位。